# Leichter Leben
Leichter Leben ist eine TV-Serie des Schweizer Fernsehens. In der Dokusoap versuchen fünf Protagonisten, in drei Monaten zu einem ausgewogeneren Leben zu finden. Experten aus den Bereichen Bewegung, Ernährung und Mental-Coaching begleiten die Kandidaten auf ihrem Weg. So unter anderem Marathon-Europameister Viktor Röthlin als Bewegungscoach. Weitere Coaches sind Nicole Delle Donne (Ernährung), Claude Keller (Mentales) sowie Thomas Mullis. In Staffel 1 war Hausi Leutenegger prominenter Teilnehmer. In Staffel 2 befanden sich Monika Kälin und Fritz Künzli unter den Protagonisten.